# Petrová (přírodní památka)
Petrová je přírodní památka v katastrálním území obce Chocholná-Velčice v okrese Trenčín v Trenčínském kraji na Slovensku. Území bylo vyhlášeno  v roce 1993 a jeho rozloha je 2,91 hektaru. Předmětem ochrany je acidofilní bučina v Chocholanské dolině v Bílých Karpatech.